# Senátní obvod č. 36 – Česká Lípa
Senátní obvod č. 36 – Česká Lípa je podle zákona č. 247/1995 Sb. tvořen celým okresem Česká Lípa, západní částí okresu Liberec, ohraničenou obcemi Chrastava, Nová Ves, Kryštofovo Údolí, Světlá pod Ještědem, Janův Důl, Osečná a Všelibice, a částí okresu Mělník, tvořenou obcemi Mšeno, Chorušice, Kadlín, Kanina, Lobeč, Nosálov, Stránka, Dobřeň, Vidim, Medonosy, Cítov, Dolní Beřkovice, Horní Počaply, Liběchov, Želízy, Tupadly, Dolní Zimoř, Kokořín, Vysoká, Lhotka, Střemy, Nebužely, Hostín, Řepín, Byšice, Mělnické Vtelno, Hořín, Býkev, Spomyšl a Lužec nad Vltavou.
Současným senátorem je od roku 2014 Jiří Vosecký, člen hnutí SLK. V Senátu je 1. místopředsedou Senátorského klubu Starostové a nezávislí. Dále působí jako místopředseda Výboru pro sociální politiku a člen Mandátového a imunitního výboru.

## Senátoři

Miroslav Coufal
Karel Tejnora
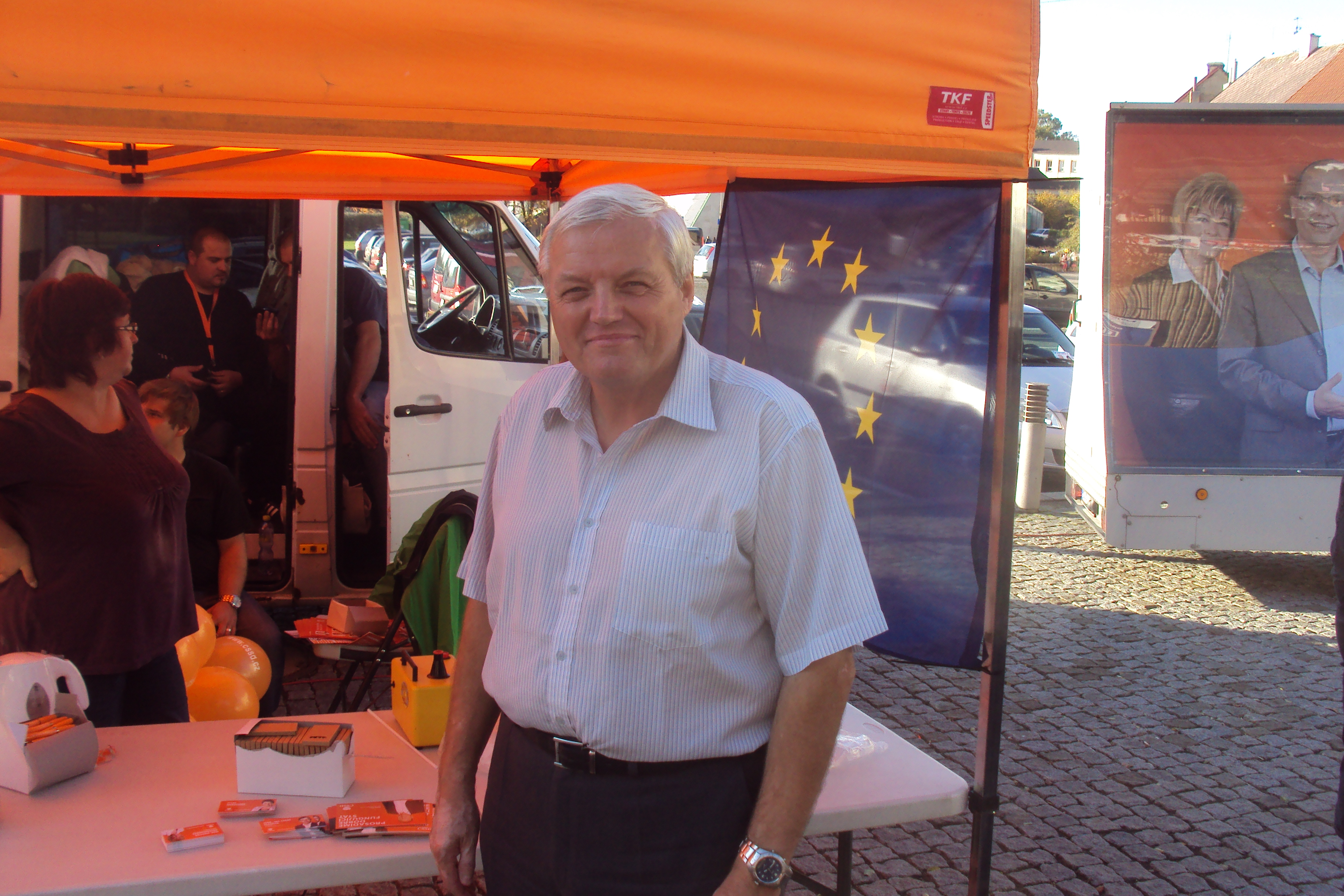
Karel Kapoun
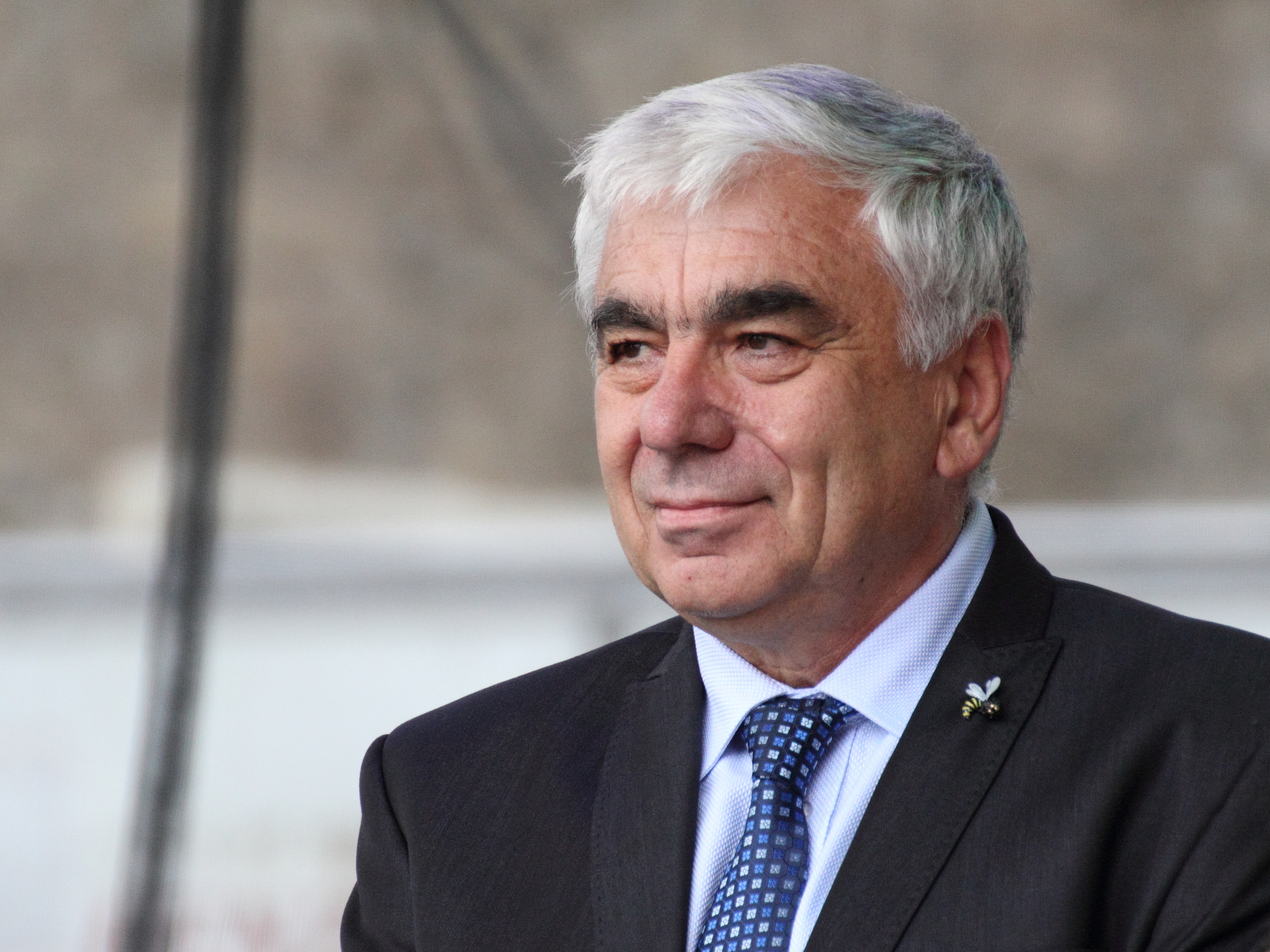
Jiří Vosecký

| Volby | Volby     | Senátor         | Volební strana | Navrhující strana | Politická příslušnost | Odkaz  |
| ----- | --------- | --------------- | -------------- | ----------------- | --------------------- | ------ |
|       | 1996      | Miroslav Coufal | ČSSD           | ČSSD              | ČSSD                  | profil |
|       | 2002      | Karel Tejnora   | ODS            | ODS               | ODS                   | profil |
|       | 2008      | Karel Kapoun    | ČSSD           | ČSSD              | ČSSD                  | profil |
|       | 2014      | Jiří Vosecký    | SLK            | SLK               | SLK                   | profil |
| 2020  | SLK, STAN | Jiří Vosecký    |                | SLK               | SLK                   | profil |

## Volby

### Rok 1996
| Kandidát | Kandidát              | Volební strana | Navrhující strana | Politická příslušnost | Počet hlasů (1. kolo) | %     | Počet hlasů (2. kolo) | %     |
| -------- | --------------------- | -------------- | ----------------- | --------------------- | --------------------- | ----- | --------------------- | ----- |
|          | MUDr. Miroslav Coufal | ČSSD           | ČSSD              | ČSSD                  | 5 888                 | 21,65 | 12 980                | 52,86 |
|          | JUDr. Filip Šedivý    | ODS            | ODS               | ODS                   | 9 154                 | 33,66 | 11 575                | 47,14 |
|          | Ladislav Lis          | NK             | NK                | ČSSD                  | 5 114                 | 18,80 | —                     | —     |
|          | Miroslav Starý        | KSČM           | KSČM              | KSČM                  | 3 576                 | 13,15 | —                     | —     |
|          | MUDr. Miroslav Čerbák | ODA            | ODA               | ODA                   | 2 168                 | 7,97  | —                     | —     |
|          | Jaroslav Čarnogurský  | CAO            | CAO               | BEZPP                 | 845                   | 3,11  | —                     | —     |
|          | Josef Procházka       | NEI            | NEI               | BEZPP                 | 454                   | 1,67  | —                     | —     |

### Rok 2002
| Kandidát | Kandidát              | Volební strana | Navrhující strana | Politická příslušnost | Počet hlasů (1. kolo) | %     | Počet hlasů (2. kolo) | %     |
| -------- | --------------------- | -------------- | ----------------- | --------------------- | --------------------- | ----- | --------------------- | ----- |
|          | MUDr. Karel Tejnora   | ODS            | ODS               | ODS                   | 6 863                 | 35,73 | 13 155                | 52,73 |
|          | MUDr. Miroslav Coufal | ČSSD           | ČSSD              | ČSSD                  | 4 945                 | 25,74 | 11 791                | 47,26 |
|          | Ing. Václav Svatek    | KSČM           | KSČM              | KSČM                  | 3 720                 | 19,36 | —                     | —     |
|          | Bohuslav Rychtařík    | SNK ED         | SNK ED            | SNK ED                | 2 375                 | 12,36 | —                     | —     |
|          | Stanislav Ludvík      | US-DEU         | US-DEU            | US-DEU                | 1 304                 | 6,78  | —                     | —     |

### Rok 2008
| Kandidát | Kandidát                | Volební strana | Navrhující strana | Politická příslušnost | Počet hlasů (1. kolo) | %     | Počet hlasů (2. kolo) | %     |
| -------- | ----------------------- | -------------- | ----------------- | --------------------- | --------------------- | ----- | --------------------- | ----- |
|          | Ing. Karel Kapoun       | ČSSD           | ČSSD              | ČSSD                  | 8 574                 | 27,76 | 15 762                | 59,53 |
|          | Petr Skokan             | ODS            | ODS               | ODS                   | 9 918                 | 32,11 | 10 711                | 40,46 |
|          | Ing. Miloš Tita         | KSČM           | KSČM              | BEZPP                 | 4 877                 | 15,79 | —                     | —     |
|          | Mgr. Jaromír Dvořák     | SOS            | SOS               | SOS                   | 2 822                 | 9,13  | —                     | —     |
|          | PhDr. Miroslav Hudec    | SZ             | SZ                | SZ                    | 2 030                 | 6,57  | —                     | —     |
|          | JUDr. František Novosad | SNK ED         | SNK ED            | BEZPP                 | 1 439                 | 4,65  | —                     | —     |
|          | Mgr. Oldřich Němec      | SDŽ            | SDŽ               | BEZPP                 | 1 226                 | 3,96  | —                     | —     |

### Rok 2014
| Kandidát | Kandidát                | Volební strana | Navrhující strana | Politická příslušnost | Počet hlasů (1. kolo) | %     | Počet hlasů (2. kolo) | %     |
| -------- | ----------------------- | -------------- | ----------------- | --------------------- | --------------------- | ----- | --------------------- | ----- |
|          | Jiří Vosecký            | SLK            | SLK               | SLK                   | 6 633                 | 20,14 | 8 246                 | 59,32 |
|          | Ing. Karel Kapoun       | ČSSD           | ČSSD              | ČSSD                  | 6 130                 | 18,61 | 5 653                 | 40,67 |
|          | MUDr. Karel Tejnora     | ODS            | ODS               | ODS                   | 5 250                 | 15,94 | —                     | —     |
|          | Bc. Milan Adamec        | ANO            | ANO               | ANO                   | 5 103                 | 15,50 | —                     | —     |
|          | Jan Dvořák              | KSČM           | KSČM              | KSČM                  | 3 421                 | 10,39 | —                     | —     |
|          | MUDr. Miroslav Coufal   | SPO            | SPO               | SPO                   | 2 787                 | 8,46  | —                     | —     |
|          | Josef Jadrný            | SZ             | SZ                | SZ                    | 1 616                 | 4,91  | —                     | —     |
|          | Ing. Libor Kleibl       | PSZ            | PSZ               | PSZ                   | 1 104                 | 3,35  | —                     | —     |
|          | JUDr. Oldřich Voženílek | Svobodní       | Svobodní          | Svobodní              | 888                   | 2,70  | —                     | —     |

### Rok 2020
| Kandidát | Kandidát               | Volební strana          | Navrhující strana | Politická příslušnost | Počet hlasů (1. kolo) | %     | Počet hlasů (2. kolo) | %     |
| -------- | ---------------------- | ----------------------- | ----------------- | --------------------- | --------------------- | ----- | --------------------- | ----- |
|          | Jiří Vosecký           | STAN, SLK               | SLK               | SLK                   | 10 418                | 29,59 | 6 988                 | 52,87 |
|          | Ing. Vít Vomáčka, MBA  | ODS                     | ODS               | BEZPP                 | 5 381                 | 15,28 | 6 228                 | 47,12 |
|          | Petr Jeník             | Piráti                  | Piráti            | Piráti                | 3 568                 | 10,13 | —                     | —     |
|          | JUDr. Jan Riedl        | NK                      | NK                | BEZPP                 | 3 056                 | 8,68  | —                     | —     |
|          | Libor Křenek           | SPD                     | SPD               | SPD                   | 2 682                 | 7,61  | —                     | —     |
|          | Petr Skokan            | SPOLEHNUTÍ              | SPOLEHNUTÍ        | SPOLEHNUTÍ            | 2 547                 | 7,23  | —                     | —     |
|          | Ing. Miloš Tita        | KSČM                    | KSČM              | BEZPP                 | 2 310                 | 6,56  | —                     | —     |
|          | Mgr. Libor Šmejda, MBA | TOP 09, KDU-ČSL, SEN 21 | TOP 09            | BEZPP                 | 2 221                 | 6,30  | —                     | —     |
|          | Jaroslav Křupala       | ČSSD                    | ČSSD              | ČSSD                  | 1 775                 | 5,04  | —                     | —     |
|          | Jiří Štěrba            | Trikolóra               | Trikolóra         | Trikolóra             | 1 243                 | 3,53  | —                     | —     |

## Volební účast
|  | nejvyšší volební účast |  | nejnižší volební účast |

| Rok  | % (1. kolo) | % (2. kolo) |
| ---- | ----------- | ----------- |
| 1996 | 29,56       | 26,52       |
| 2002 | 19,75       | 26,36       |
| 2008 | 32,81       | 25,99       |
| 2014 | 30,92       | 12,19       |
| 2020 | 31,70       | 11,40       |